# پارکسل
پارکسل (انگلیسی: Parexel) شرکت داروسازی آمریکایی است، که در سال ۱۹۸۲ تأسیس شد.